# Liste der Baudenkmäler im Kreis Mettmann

Kreis Mettmann

Die Liste der Baudenkmäler im Kreis Mettmann umfasst:
- Liste der Baudenkmäler in Erkrath
- Liste der Baudenkmäler in Haan
- Liste der Baudenkmäler in Heiligenhaus
- Liste der Baudenkmäler in Hilden
- Liste der Baudenkmäler in Langenfeld (Rheinland)
- Liste der Baudenkmäler in Mettmann
- Liste der Baudenkmäler in Monheim am Rhein
- Liste der Baudenkmäler in Ratingen
- Liste der Baudenkmäler in Velbert
- Liste der Baudenkmäler in Wülfrath

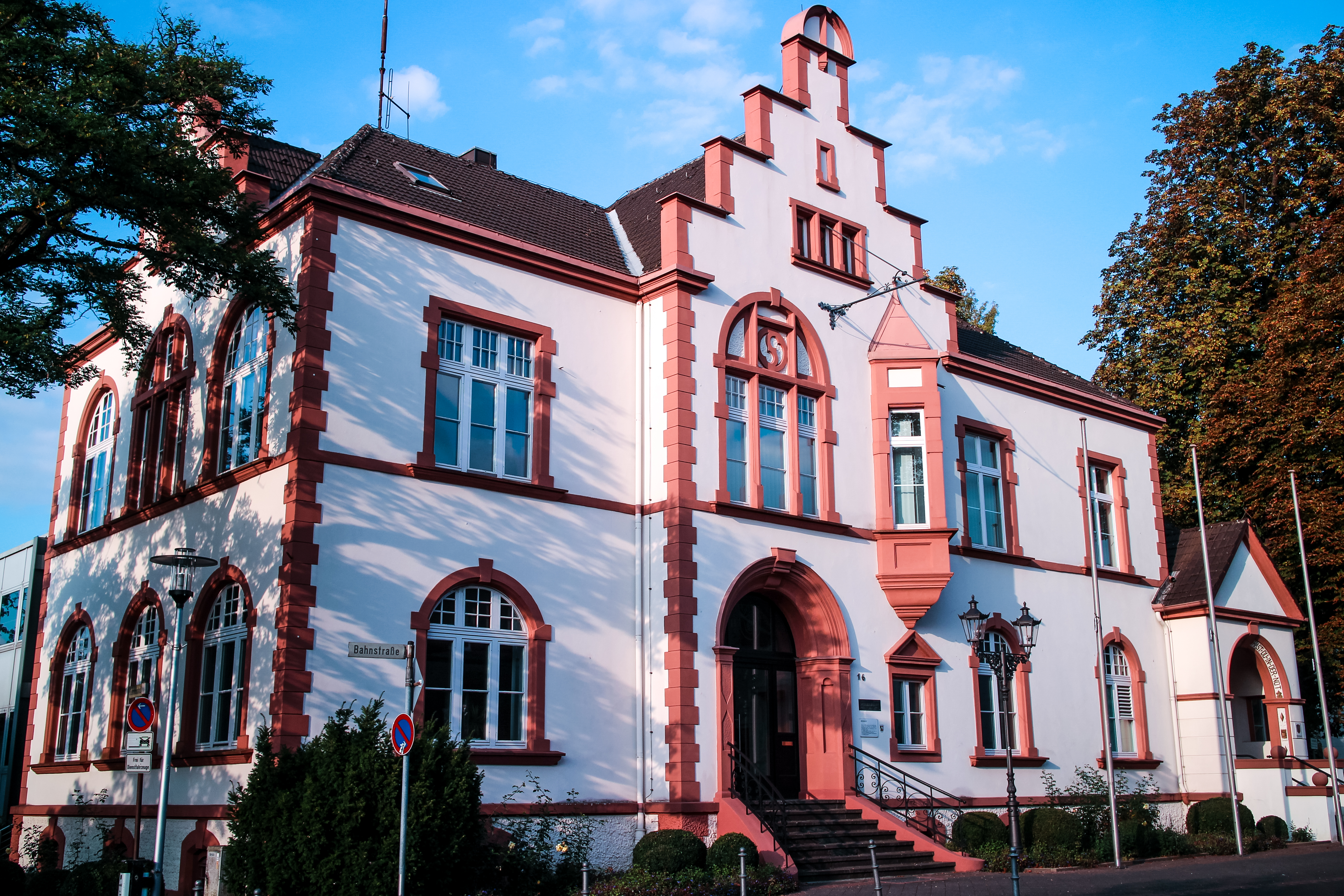
Rathaus (Erkrath)
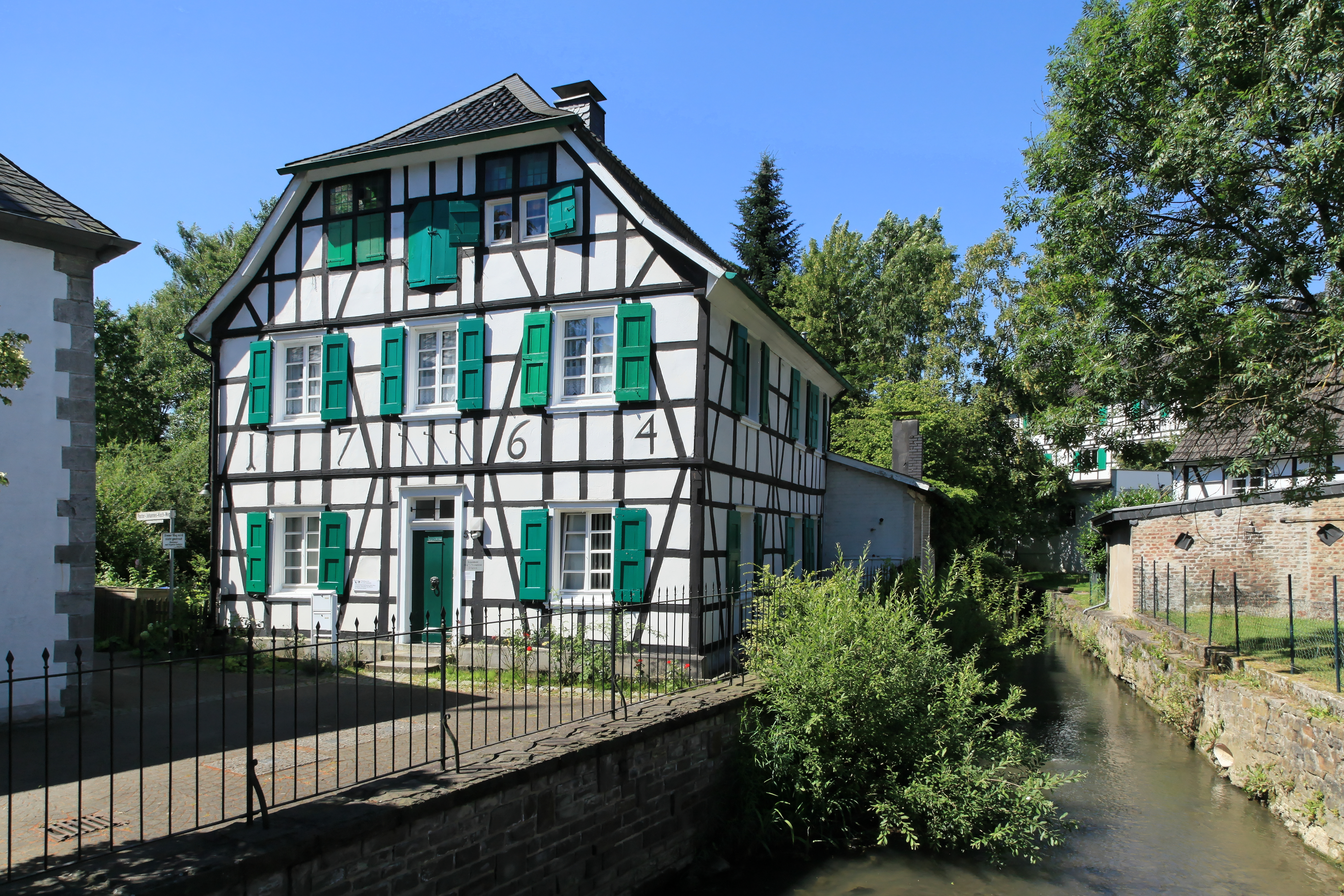
Pfarrhaus in Gruiten (Haan)
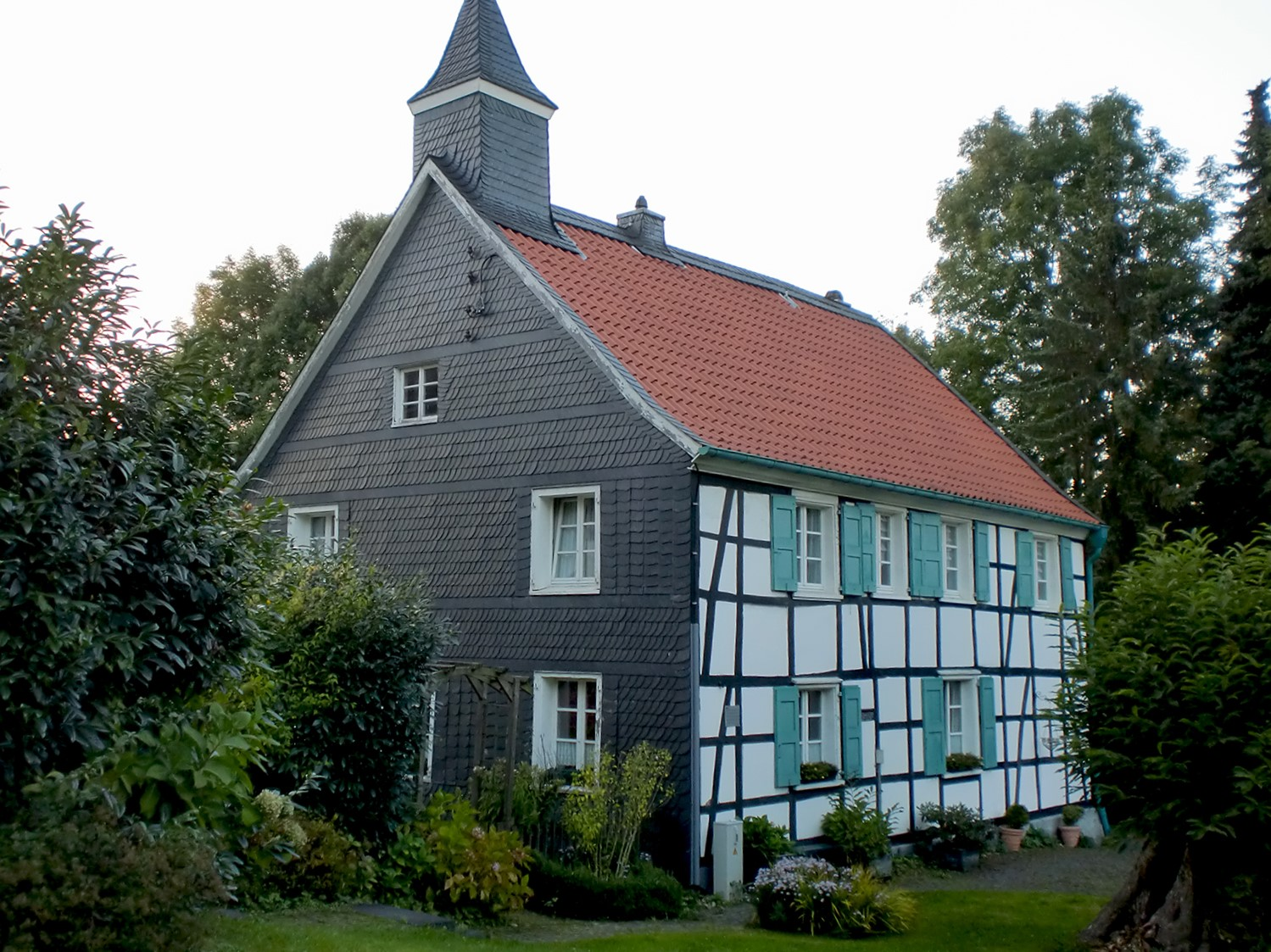
ehem. kath. Schule Abtsküche (Heiligenhaus)
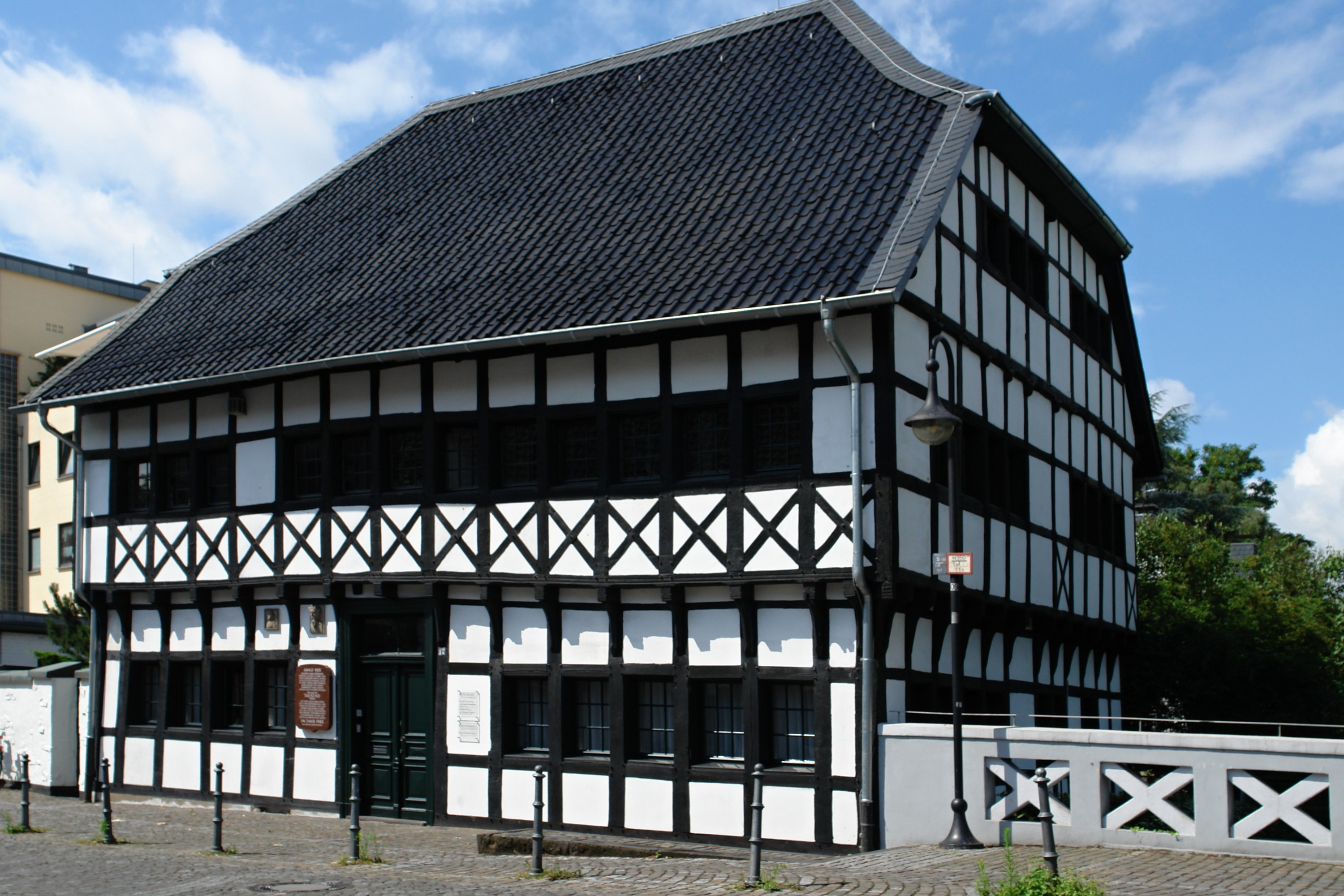
Haus auf der Bech (Hilden)
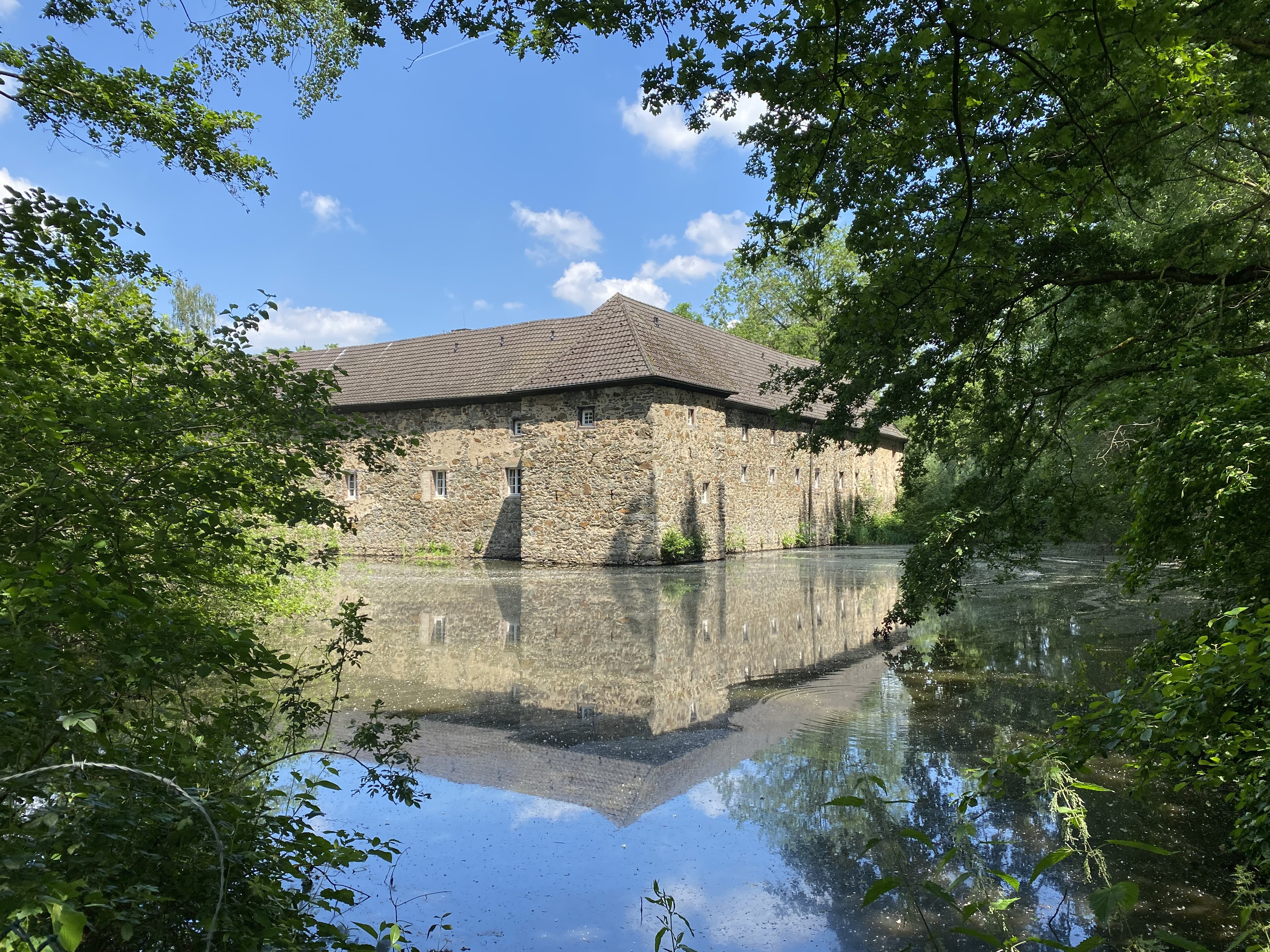
ehem. Wasserburg Haus Graven (Langenfeld)(Rheinland)
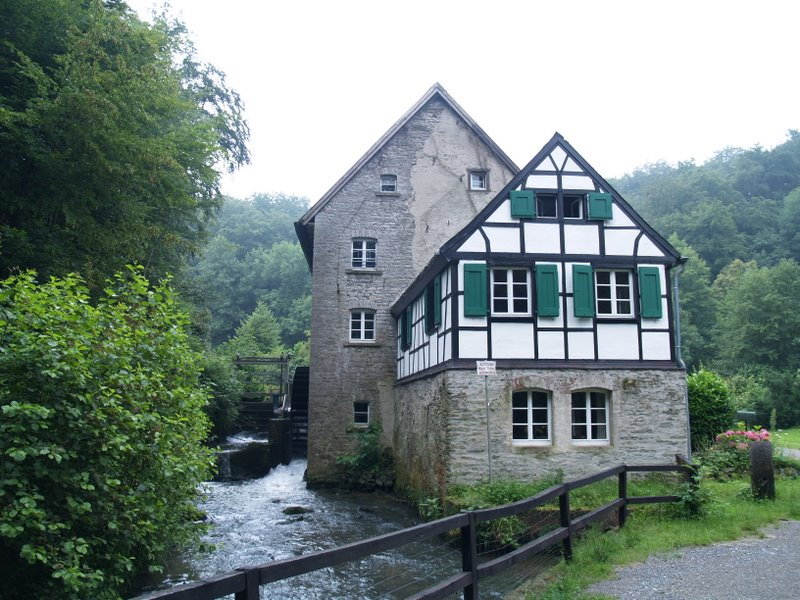
Winkelsmühle an der Düssel (Mettmann)
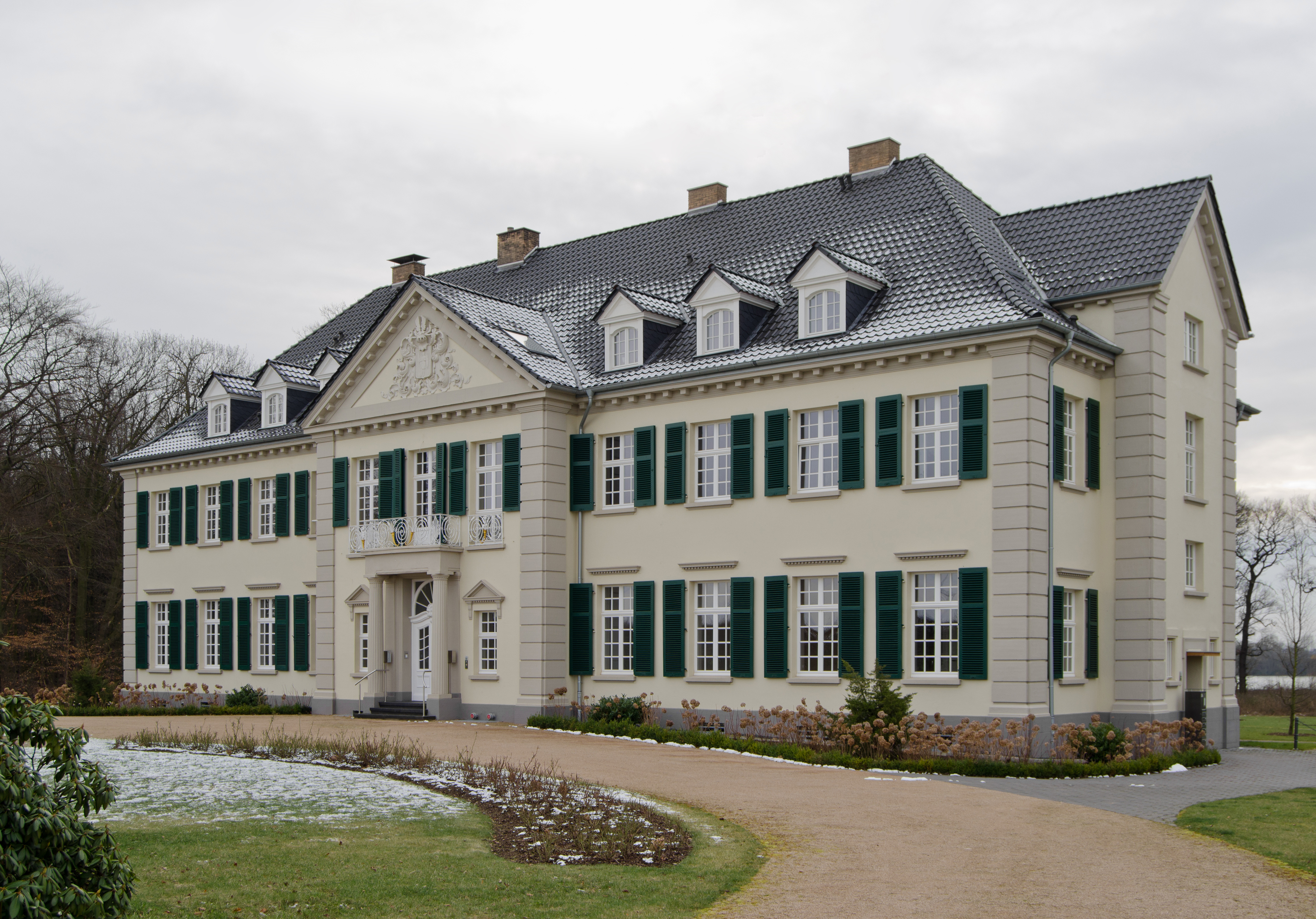
Schloss Laach (Monheim am Rhein)
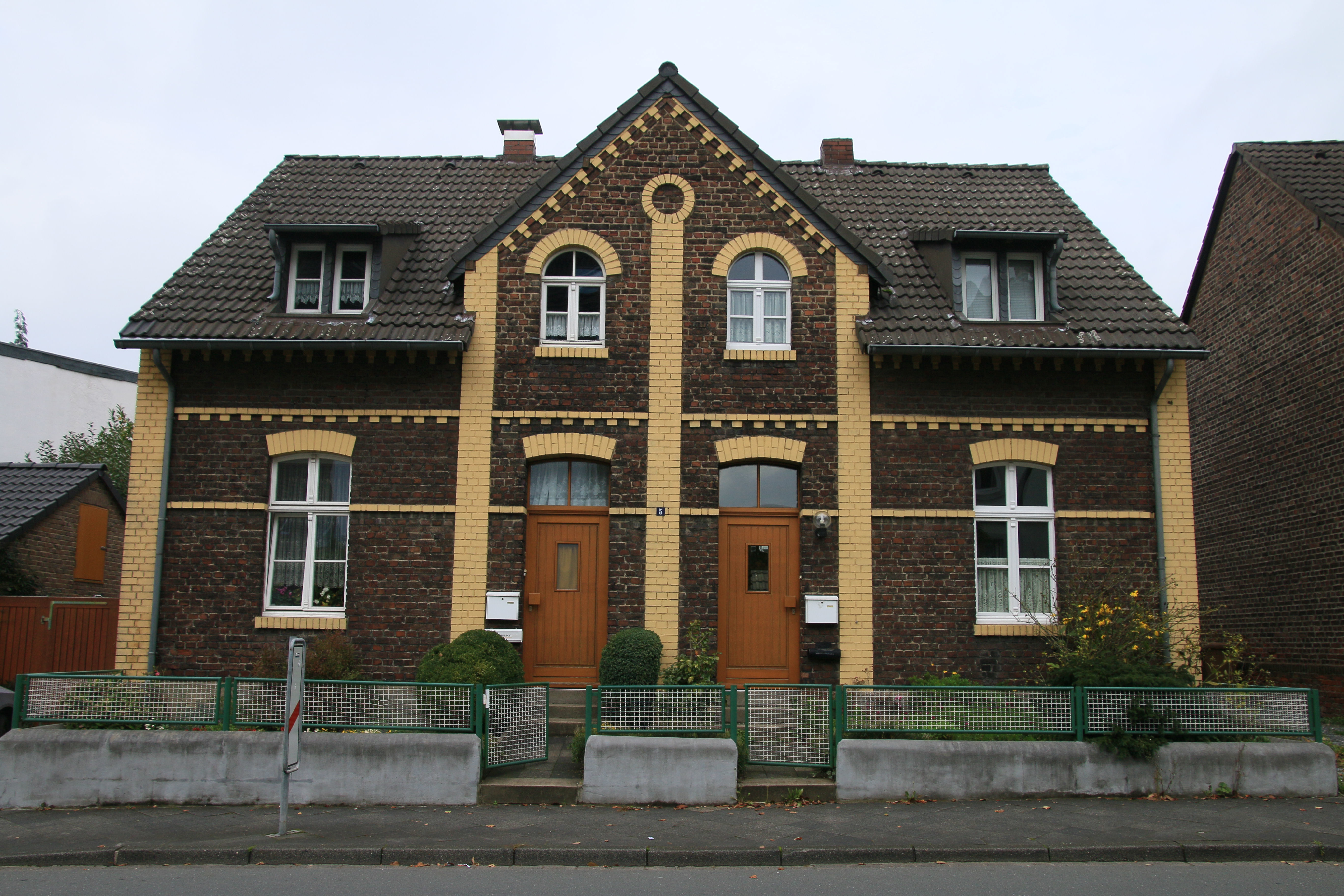
Arbeiterwohnhaus (Ratingen)
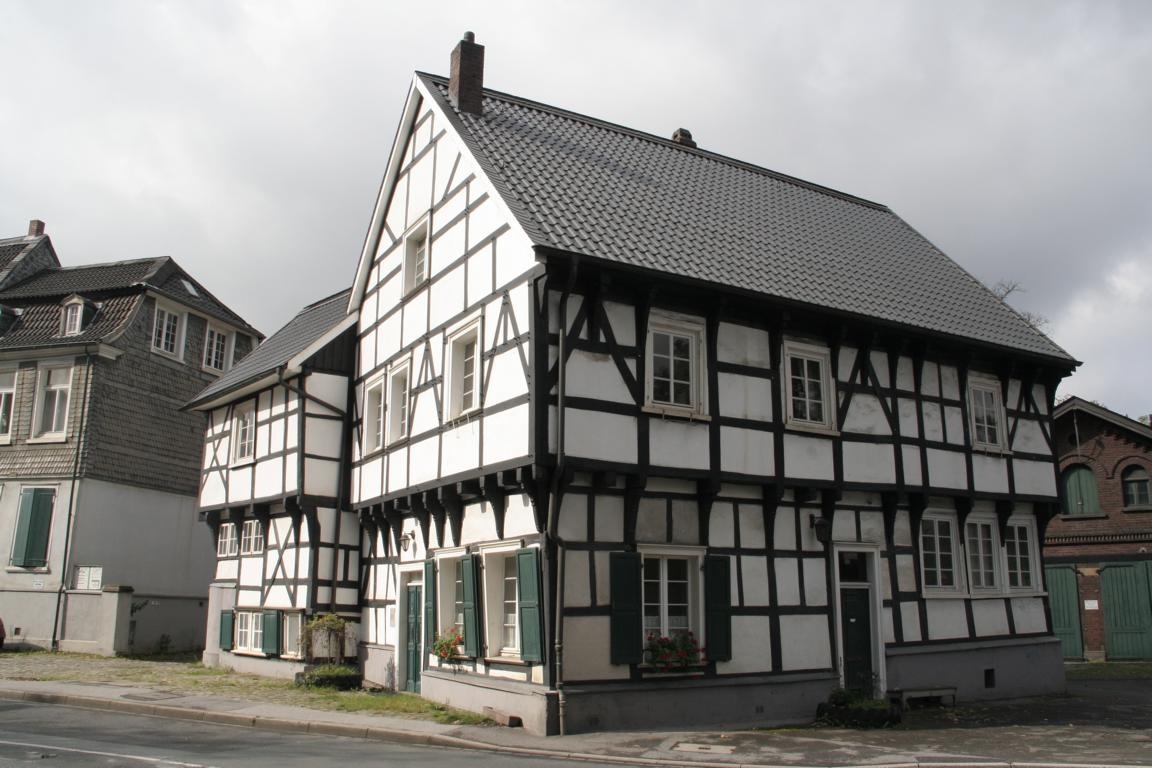
Fachwerkhäuser in Langenberg (Velbert)
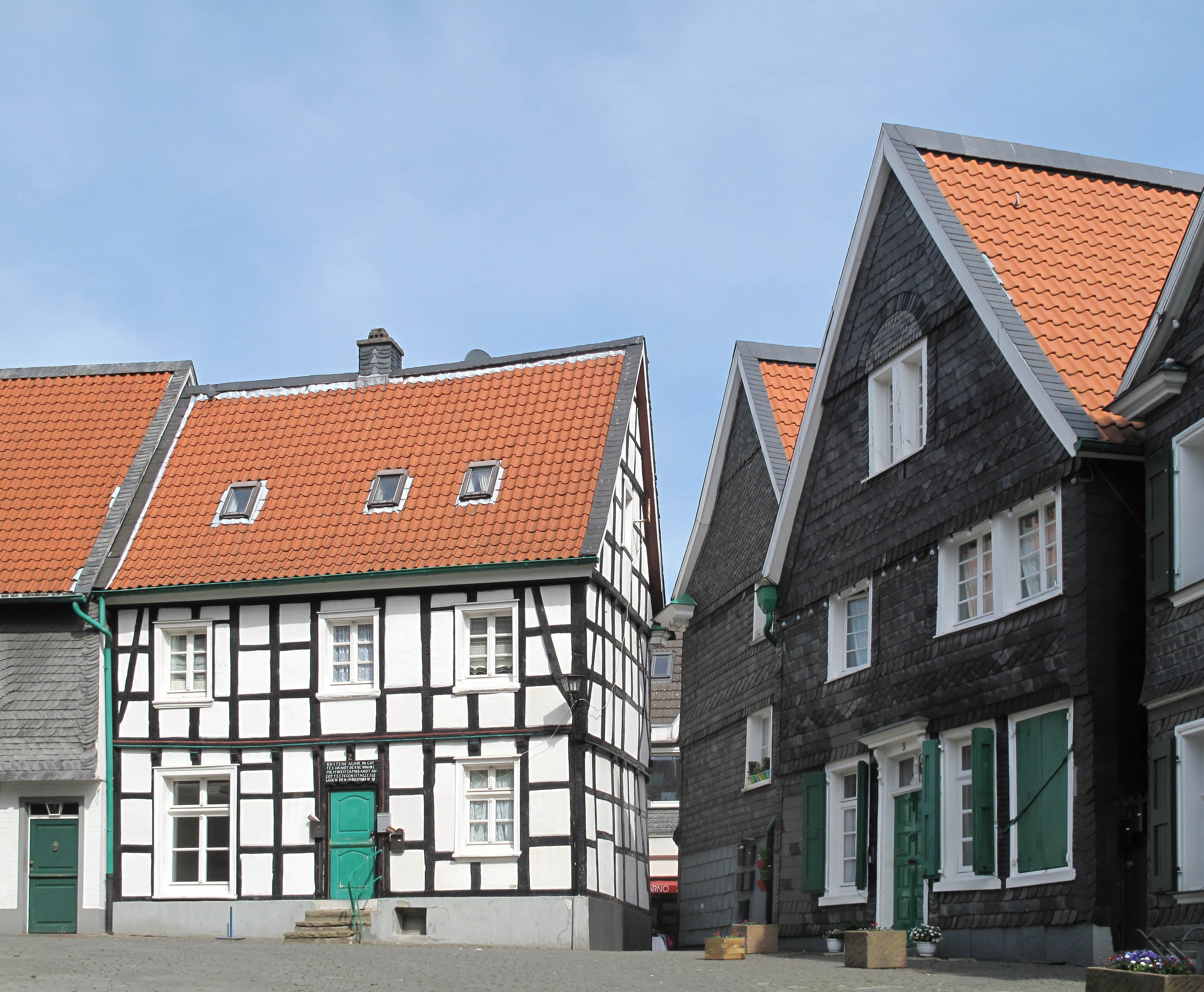
Ortskern (Wülfrath)